# 嘉氏刺鎧蝦
嘉氏刺鎧蝦（学名：Munida gilii）为鎧甲蝦科刺鎧蝦屬下的一个种。